# Лукас Ватценроде (лавник)
Лукас Ватценроде (бл. 1390 — 1462) — урядник, громадський діяч, міщанин та лавник у Торуні. Дід Ніколауса (Миколая) Коперніка. Заможний купець, власник села Славково.

## Життєпис
Походив з сілезького роду (околиці Свідніці), який осів у Торуні. Названий на честь діда — Лукаса Руссе. З 1432 року лавник у Торуні, у 1439—1462 роках — очільник суддівської лави у місті. Негативно ставився до Тевтонського ордену. У 1453 році був обраний делегатом від міста на з'їзд у Ґрауденці, який готував повстання проти тевтонців. Під час 13-річної війни був діяльним на теренах Торуня та Ґданська, його обрали скарбником Пруського союзу. Також брав участь у битвах під Лашином та Марієнбурґом, надавав значні позики, від повернення частини яких відмовився.

### Сім'я
Дружина — Катаріна Русоп, згідно давніших генеалогій — Руссе (Ройссе, або Рюдіґер), які критикує Кшиштоф Мікульський,), вдова Генрика Пекау. Шлюб уклали перед груднем 1439 року. Діти:
- Лукас — єпископ РКЦ
- Барбара — мати Н. Коперніка
- Крістіна (?-перед 1502), у 1459 році уклала шлюб з купцем Тідеманом фон Алленом, майбутнім бурмістром Торуня.